# Kapelle am Heilbrunnen
Die Kapelle am Heilbrunnen (polnisch Kapliczka przy cudownym źródle/Kaplica Narodzenia/kaplica Matki Bożej) befindet sich nahe der ermländischen Ortschaft Mehlsack (Pieniężno) im Tal der Wałsza (Walsch).
Ihren Ursprung und Namen „an der Heilquelle“ verdankt die Kapelle der in der Nähe befindlichen Eisen-Schwefel-Quelle, über die in einer Legende folgendes überliefert ist:
Vor langer, langer Zeit, während eines Krieges, als die Einwohner von Mehlsack vor dem herannahenden Feind flüchteten, nahmen einige Kranke, die sich nicht durch Flucht in die weitere Umgebung retten konnten, Zuflucht im Tal des Flusses Walsch in der Nähe der heutigen Kapelle. Sie ernährten sich von den Früchten des Waldes und tranken Wasser aus einer Quelle. Zu ihrer großen Überraschung erholten sie sich trotz der sehr ungünstigen Bedingungen nach ein paar Tagen. Sie schrieben ihre schnelle Heilung den wundersamen Eigenschaften der Quelle zu. Im Glauben an die wundertätige Kraft der Quelle wurde der Ort zu einem Pilgerort.
Die der Mutter Gottes geweihte Kapelle wurde im Jahr 1826 in der Nähe der wundertätigen Quelle am Fluss Walsch von der Witwe eines Bäckers aus Mehlsack namens Germann gestiftet, worauf die deutsche Inschrift Erbaut von Witwe Germann hinweist. Der erste Baukörper wurde im klassizistischen Stil errichtet. Die Kapelle wurde zunächst von der Stifterin selbst und dann von einem Verwandten Germanns, dem Bäcker Müller, betreut, der die Schlüssel zur Kapelle verwahrte. Die Kollekte wurde für wohltätige Zwecke gespendet.
Um das Jahr 1910 wurde nach der Verordnung des Bischofs Andreas Thiel der Stadtdekan von Mehlsack zum Verwalter der Kapelle eingesetzt. Er war verantwortlich für den inneren und äußeren Zustand der Kapelle und ihrer Umgebung. Er übernahm auch die Aufsicht über die in der Kapelle gesammelten Opfergaben. Für das nicht ausgegebene überschüssige Geld war der Dekan verpflichtet, hier eine Messe zu feiern. 1938 wurde die Kapelle mit einem Gemälde geschmückt, das die Geburt Christi darstellt. Außerdem befanden sich darin zwei weitere Statuen. Den zentralen Platz in der Kapelle nahm jedoch die Figur der Gottesmutter ein, deren Haupt mit einer Sternenkrone gekrönt war, und unter deren Füßen sich der Mond und die Weltkugel befanden. Die Figur war von einem Bauern aus der Gemeinde Mehlsack geschnitzt. Das heutige Aussehen des Gebäudes unterscheidet sich deutlich von dem der Vorkriegskapelle. Die Kapelle erhielt einen einheitlichen flachen Außenputz, der die ursprüngliche Fassade zerstörte. Im Inneren blieb von den Elementen der ehemaligen Ausstattung nur der Altartisch. An der Rückwand der Kapelle hängt heute eine Nachbildung des ursprünglich vorhandenen Bildes in Form eines Mosaiks. 
Die Kapelle wurde von ermländischen Dichtern wie Theodor Bornowski (1829–1892) und Julius Pohl (1830–1909) bedichtet. 
Die Lage der Kapelle am Wanderweg durch das Walschtal macht sie heute zu einem beliebten Ausflugsort. 
Hin und wieder finden in der Kapelle Messen statt.
Im Jahr 2004 war die Kapelle Ort mutwilliger Zerstörung.
Bis vor kurzem führten zwei Straßen zur Kapelle, eine von der Seite des Klosters und die andere über einen drei Kilometer langen Weg aus der Stadt. Nach dem Einsturz der Brücke über die Walsch in der Nähe der Kapelle (Foto unten) ist der Zugang zur Kapelle nur entlang des linken Flussufers möglich – die nächste Fußgängerbrücke befindet sich ca. einen Kilometer flussaufwärts. Der Weg zur Kapelle ist befestigt, aber nach Regenfällen erfordert der Weg gute Kondition.

## Fotogalerie

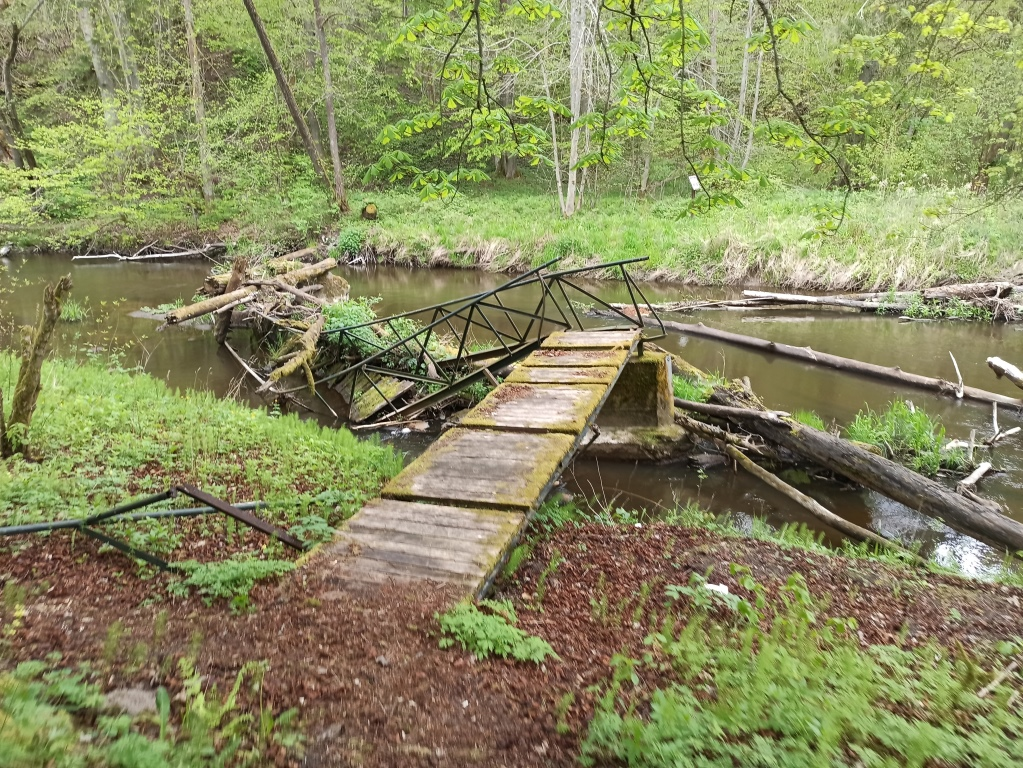
Zerstörte Brücke nahe der Kapelle, 2020
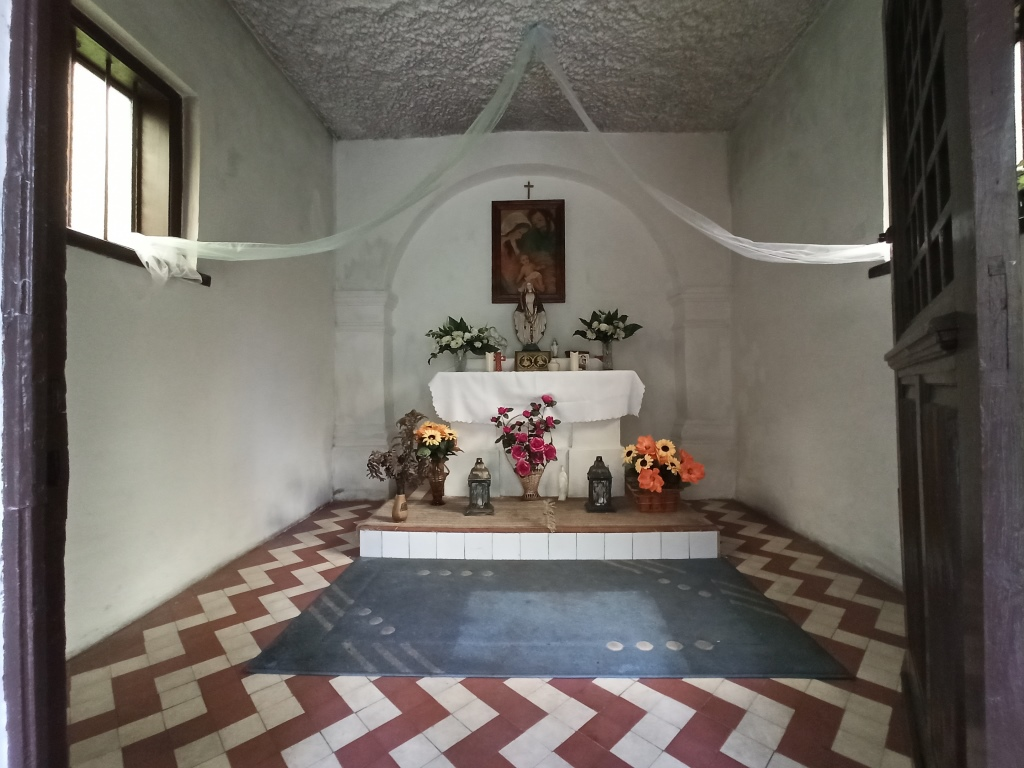
Innenansicht der Kapelle, 2020
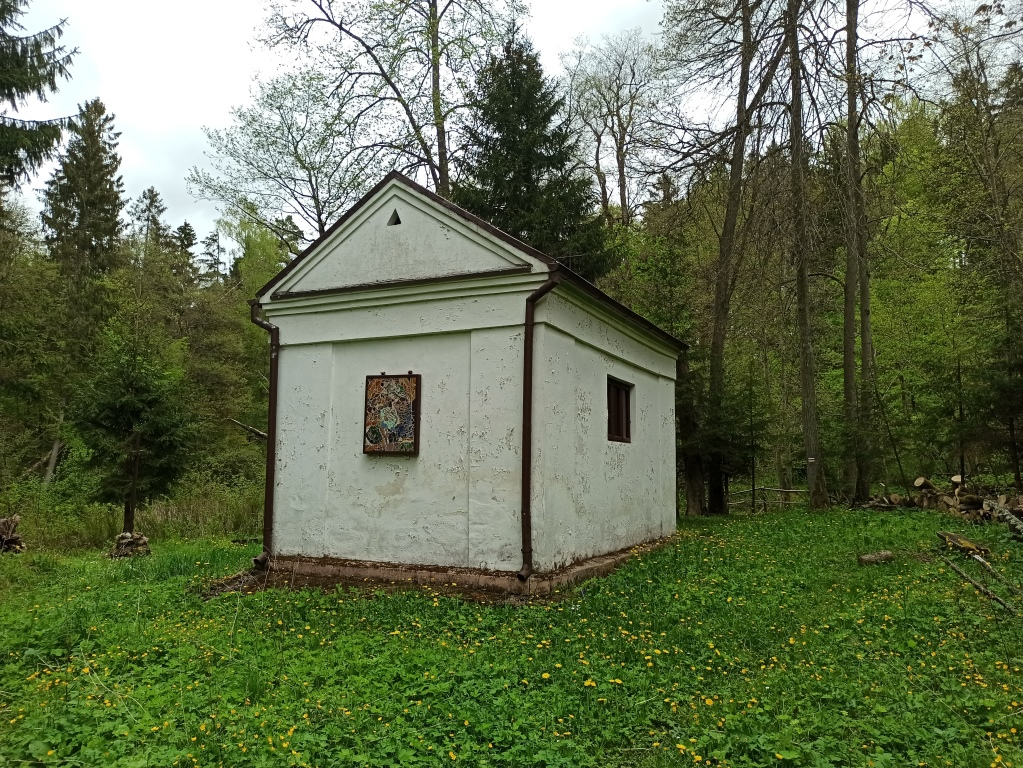
Rückseite der Kapelle, 2020
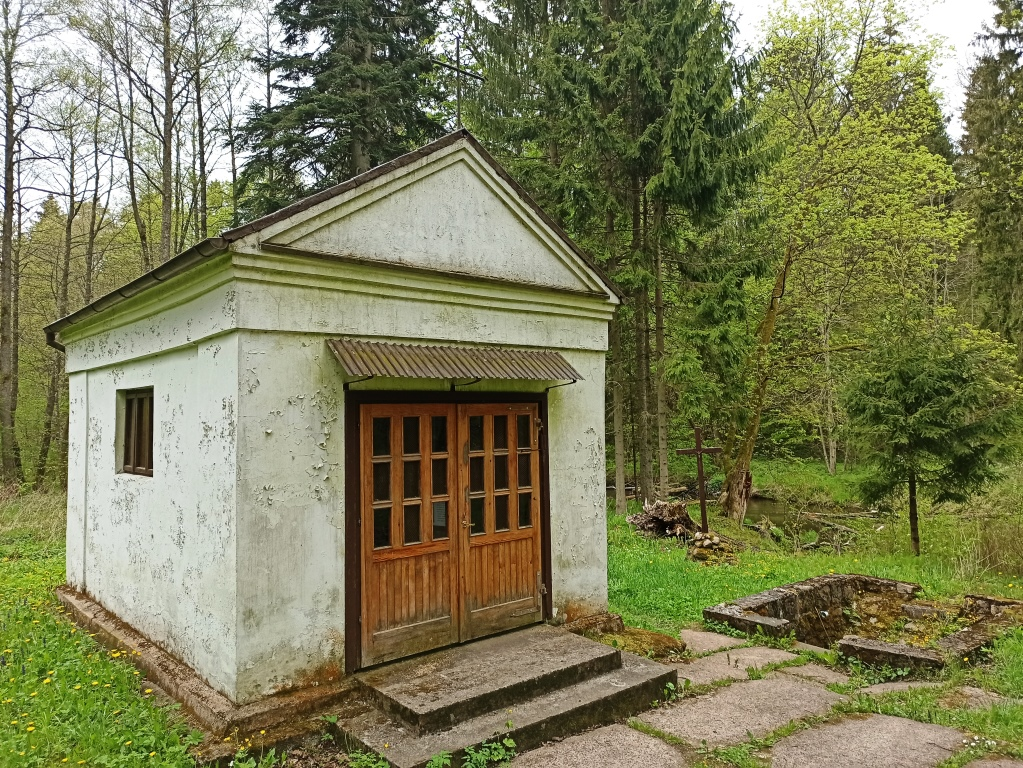
Ansicht der Kapelle, 2020
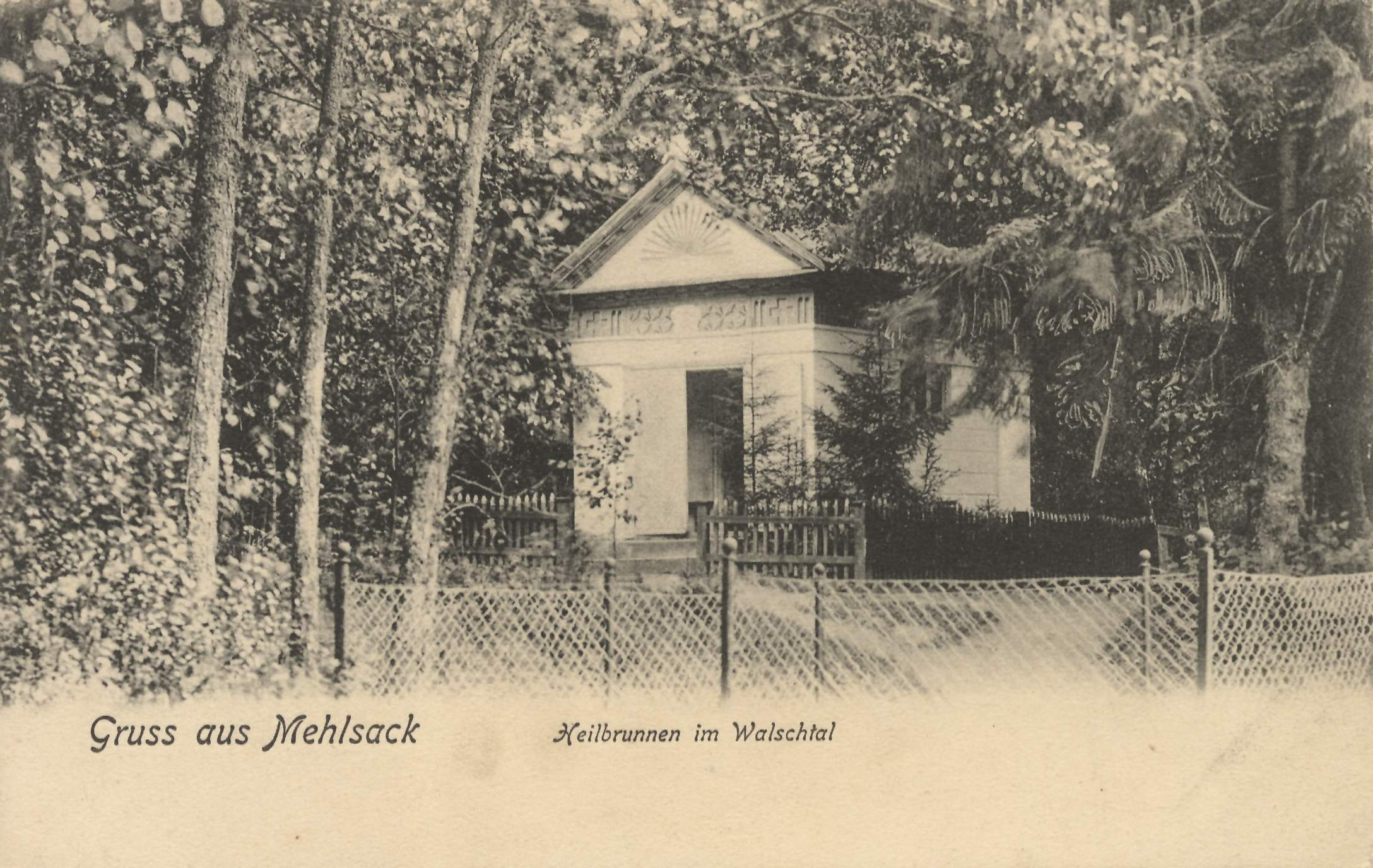
Historische Ansichtskarte